# Grand TV
Grand TV är en kabel/IPTV-musik-tv-kanal i Serbien som ägs av Grand Production. Den lanserades den 16 april 2014.
Den sänder 24 timmar om dygnet, varav nio timmar består av direktsändning. Program sänds från nio TV-studior i Košutnjak, varav tre är stora och sex är små. Under en paus i sändningen sänder kanalen läppsynkroniserade musikvideor. Detta är den första musikunderhållningskanalen som inte bara handlar om videor av sångare, utan också aktiviteter relaterade till det offentliga livet.